# Max König (Diplomat)
Max König (* 21. Januar 1910 in Thun; † 27. Januar 1997) war ein Schweizer Diplomat.

## Leben
König wurde am 4. Januar 1946 Konsul in Baden-Baden und im Anschluss 1947 Gesandtschaftssekretär an der Gesandtschaft in Frankreich, ehe er 1950 Leiter des Dienstes für die europäische wirtschaftliche Zusammenarbeit in der Handelsabteilung im Eidgenössischen Volkswirtschaftsdepartement (heute Eidgenössisches Departement für Wirtschaft, Bildung und Forschung) wurde. Im Anschluss wurde er am 1. Januar 1951 als Legationsrat Sektionschef im Aussenministerium, dem Eidgenössischen Politischen Departement (heute Eidgenössisches Departement für auswärtige Angelegenheiten), sowie am 7. Oktober 1952 Legationsrat an der Gesandtschaft in Thailand. Er war zwischen 1953 und dem 1. Juni 1954 Legationsrat an der Gesandtschaft im Iran und als solcher mit der Wahrnehmung der dortigen Interessen des Vereinigten Königreiches betraut.
Am 1. Juni 1954 wurde König stellvertretender Chef der Direktion für internationale Organisationen und am 18. Januar 1955 Sektionschef in der Direktion für internationale Organisationen im Politischen Departement. Daneben fungierte er zwischen 1955 und 1957 als Generalsekretär der schweizerischen UNESCO-Kommission. Nach dem Tode von André Boissier wurde er 1956 vorübergehend Gesandter in Ägypten und am 2. November 1956 Gesandter im Politischen Departement. Im Anschluss löste er am 3. Mai 1957 den Gesandten Emile Bisang ab und wurde erster Botschafter in Pakistan mit Amtssitz in Karatschi. Diesen Posten bekleidete er bis zum 28. Mai 1960.
König übernahm am 22. August 1960 von Werner Fuchss den Posten als Gesandter in Guatemala. Als solcher war er zugleich als Vertreter in Costa Rica, Nicaragua und El Salvador akkreditiert. Nach der Umwandlung der Gesandtschaft in eine Botschaft wurde er am 13. September 1962 erster Schweizer Botschafter in Guatemala und bekleidete diesen Posten bis zum 11. Mai 1963, woraufhin er durch Jean Humbert abgelöst wurde. Er selbst hatte bereits am 29. März 1963 Arturo Marcionelli als Botschafter im Iran abgelöst und verblieb dort bis zum 24. Februar 1970, woraufhin Daniel Gagnebin am 19. Juni 1970 sein dortiger Nachfolger wurde.
Zuletzt wurde König am 26. Mai 1970 Nachfolger von Egbert von Graffenried als Botschafter in Australien und verblieb dort bis zu seinem Eintritt in den Ruhestand am 31. Dezember 1975. Sein Nachfolger wurde am 10. März 1976 Marcel Grossenbacher.

## Weblink
- Dokumente von und über König, Max in der Datenbank Dodis der Diplomatischen Dokumente der Schweiz

| Personendaten    | Personendaten      |
| ---------------- | ------------------ |
| NAME             | König, Max         |
| KURZBESCHREIBUNG | Schweizer Diplomat |
| GEBURTSDATUM     | 21. Januar 1910    |
| GEBURTSORT       | Thun               |
| STERBEDATUM      | 27. Januar 1997    |